# Snøvegen
Der Fylkesvei 5627, bis 2019 fv 243, im Volksmund meist Snøvegen (deutsch „die Schneestraße“) oder Aurlandsvegen, ist eine 48 km lange Nebenstraße in Sogn im norwegischen Fylke Vestland. Die Straße verbindet die beiden Orte Aurlandsvangen in der Gemeinde Aurland und Lærdalsøyri in der Gemeinde Lærdal und führt dabei von Meeresniveau bis zu einer Höhe von 1309 m über dem Meer und dann wieder hinunter auf Meeresniveau. Ihr Name bezieht sich auf die großen Schneemengen, die bis in den Sommer am höchsten Punkt liegen. Im Winter ist der Snøvegen wegen der großen Schneemassen gesperrt. Die Wintersperre dauert zumeist von Mitte Oktober bis Anfang Juni.
Der zur Europastraße 16 gehörende Lærdalstunnel untertunnelt den Snøvegen und stellt damit eine wintersichere Verbindung zwischen Aurland und Lærdal dar, die gleichzeitig eine der wichtigsten Ost-West-Verbindungen Norwegens ist. Heute wird die Straße vor allem von Touristen sowie als Zufahrt für hochgelegene Sommerweiden verwendet. Am nördlichen Ende befinden sich zudem einige bewirtschaftete Bauernhöfe.

## Attraktionen
Im Juni 2006 wurde einige Kilometer oberhalb von Aurlandsvangen der spektakuläre Aussichtspunkt Stegastein eröffnet, der fantastische Ausblicke auf den Aurlandsfjord bietet. 2012 wurde die Straße als Aurlandsfjellet in die Liste der norwegischen Landschaftsrouten aufgenommen. In der Nähe des höchsten Punktes der Straße wurde der Rastplatz Flotane eingerichtet, der seine Stromversorgung aus Solarzellen bezieht. Knapp drei Kilometer weiter in Richtung Lærdal in Vedahaugane befindet sich die Kunstinstallation DEN („die Höhle“) des amerikanischen Künstlers Mark Dion.

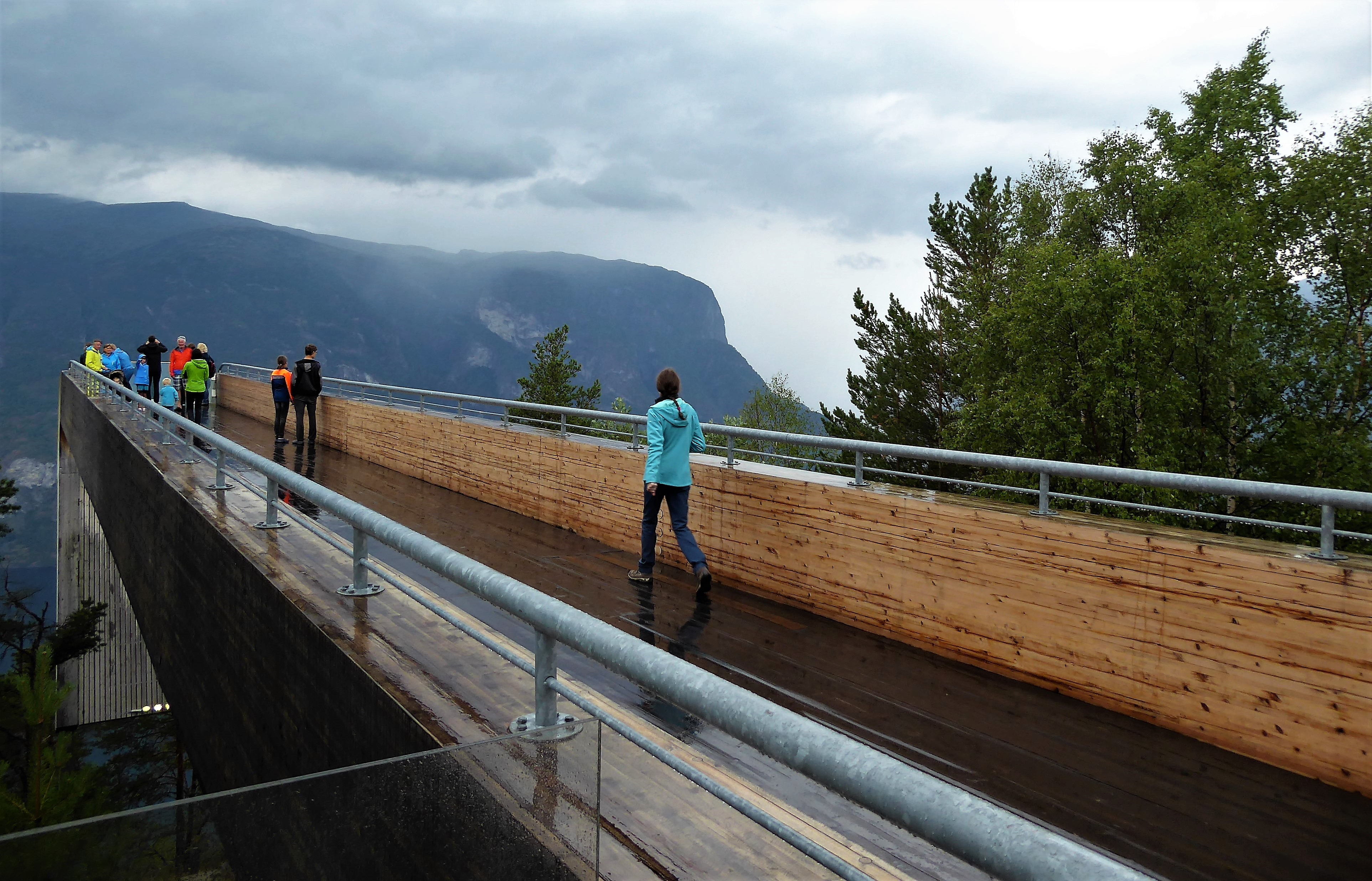
Stegastein
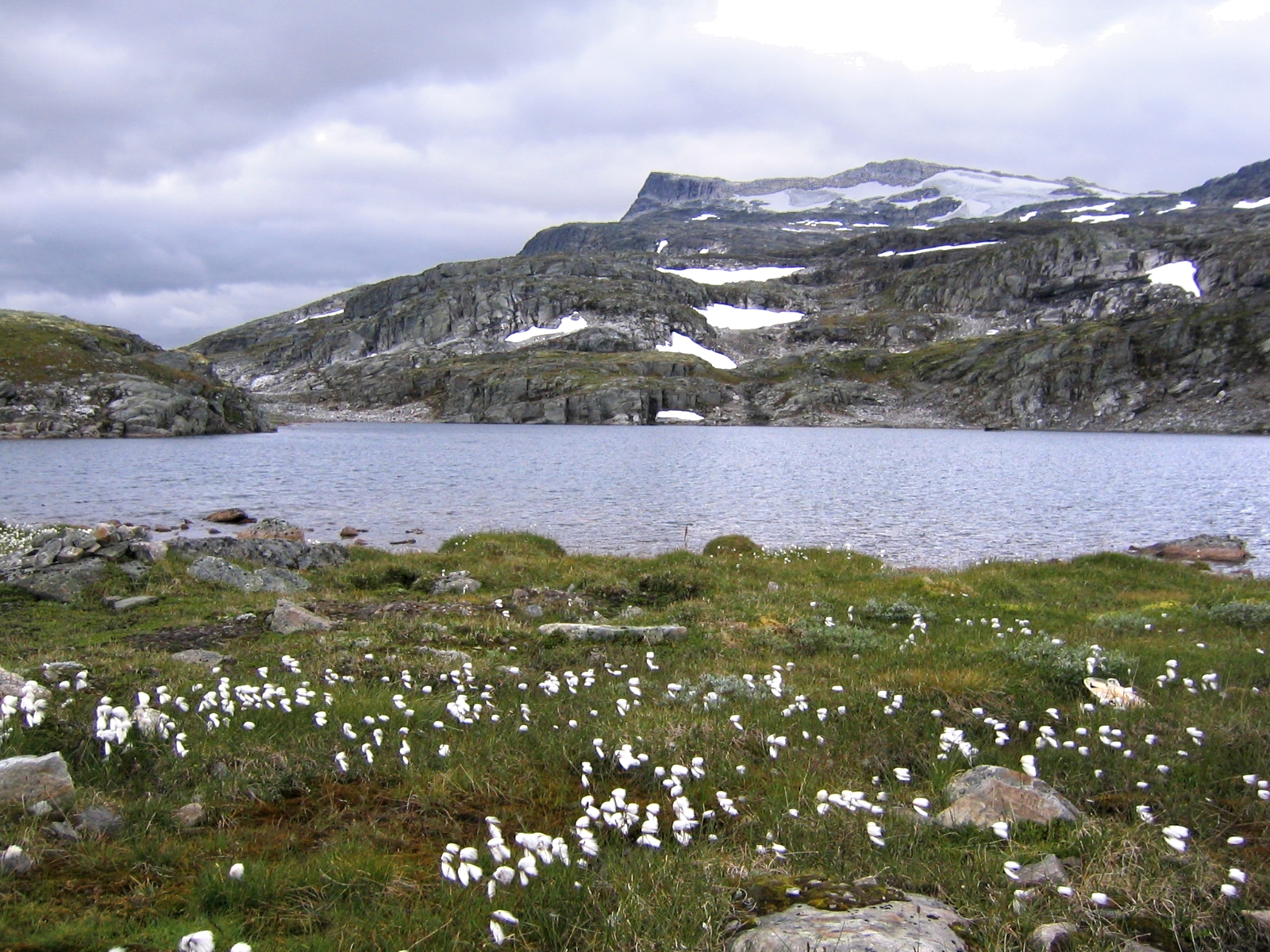
Hochland am Snøvegen
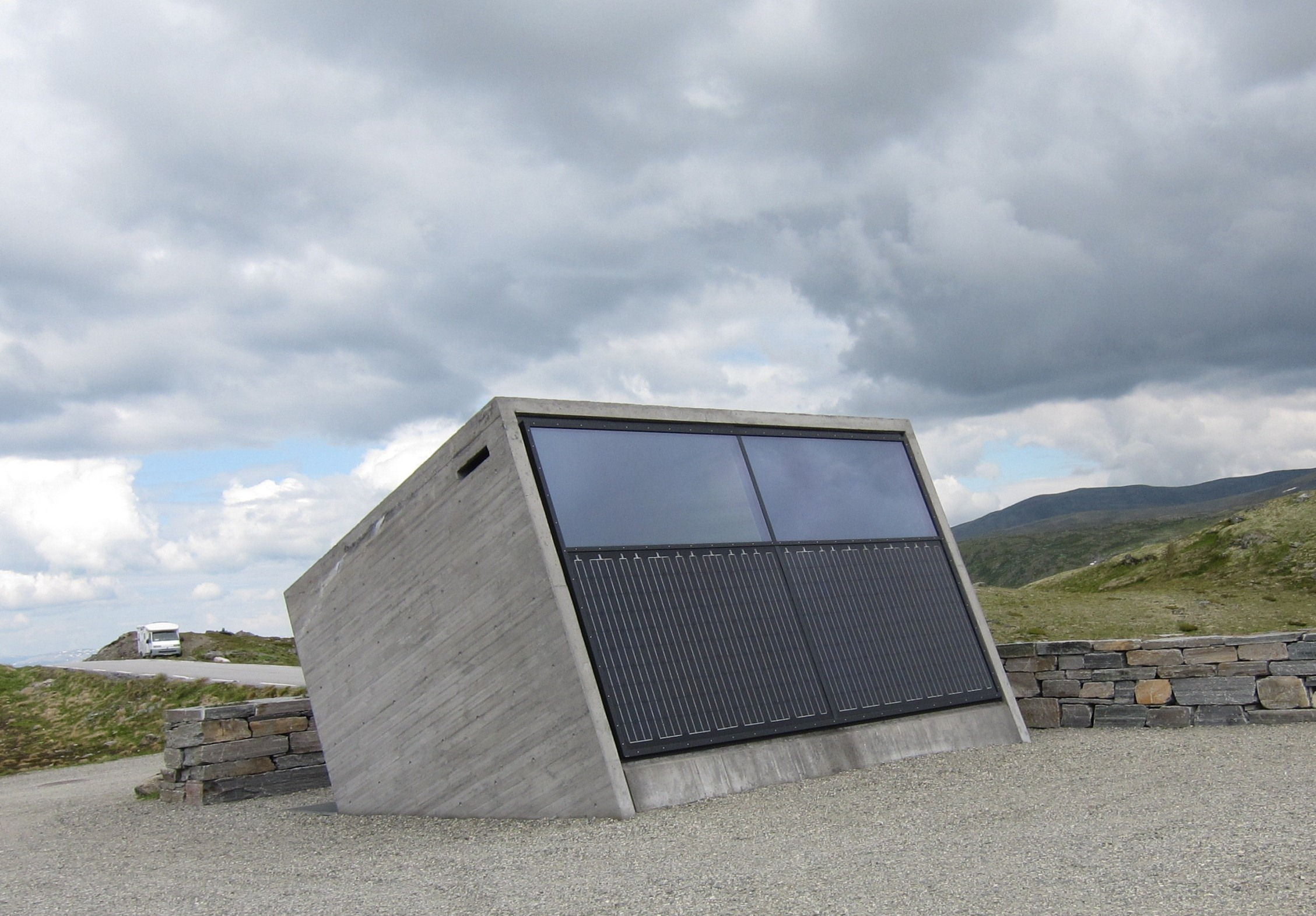
Flotane Rastplatz
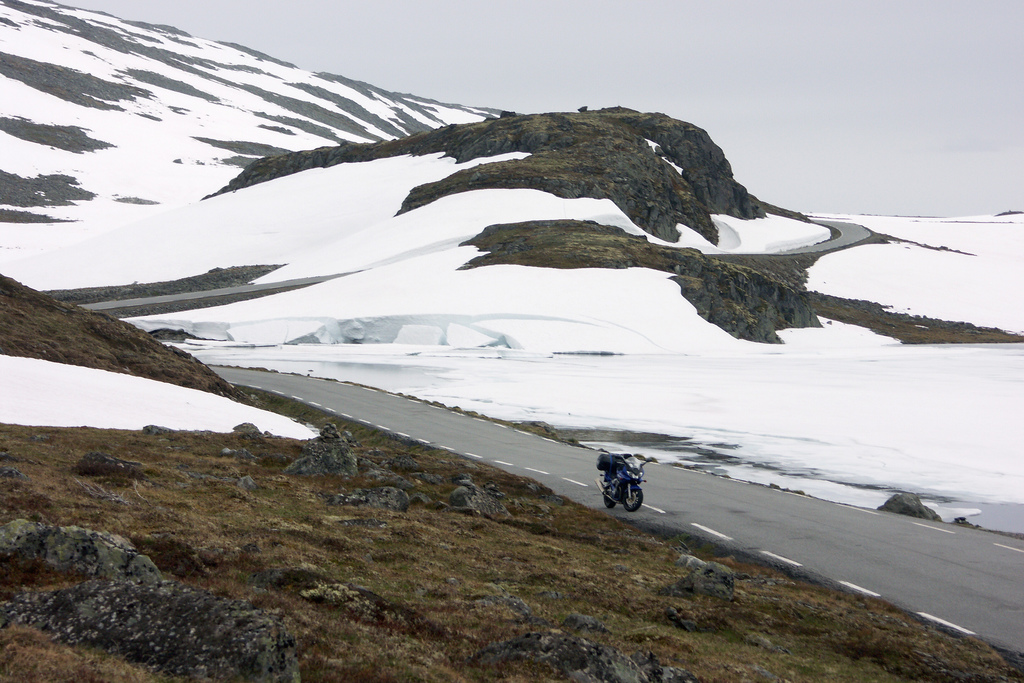
Aurlandsfjellet
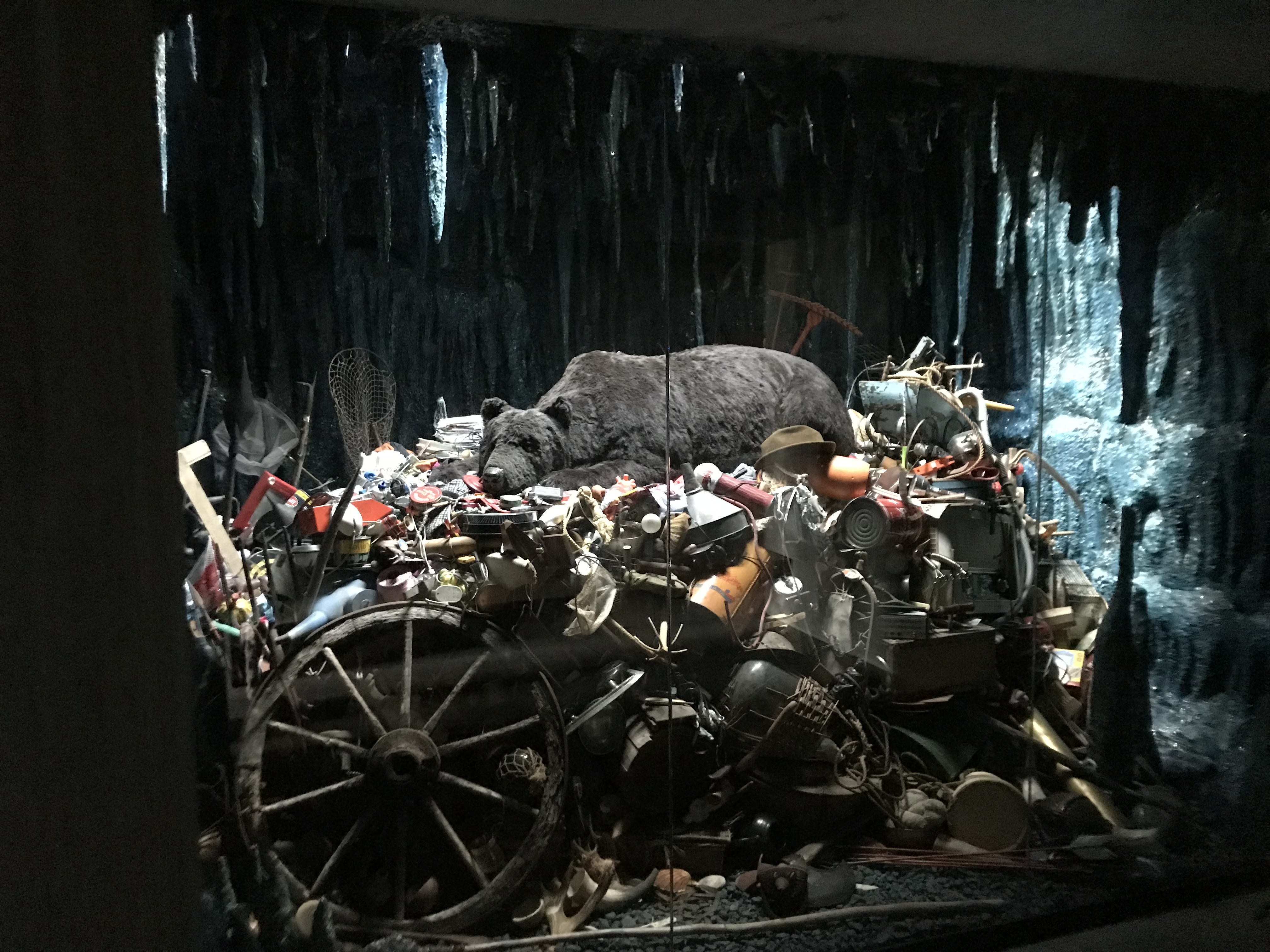
Mark Dion: DEN